# アファナシジス・クズミンス
アファナシジス・クズミンス（Afanasijs Kuzmins、1947年3月22日 - ）は、ラトビアの射撃競技選手。

## 来歴
旧ソビエト連邦当時から射撃競技選手として活躍。初めてのオリンピックは1976年のモントリオール大会で、ソビエトがボイコットした1984年のロサンゼルス大会を除き、2012年のロンドン大会まで9回オリンピックに出場している（1988年のソウル大会まではソビエトの、1992年のバルセロナ大会以降はラトビアの選手として出場）。
クズミンスは北京オリンピックに出場したすべての選手のうちで、カナダのイアン・ミラーに次いでオリンピックの出場回数が多い選手で、また、法華津寛、ミラーに次ぐ3番目の高齢選手であった。ロンドンオリンピックでもミラーに次いで出場回数が多く、法華津、ミラーに次ぐ3番目の高齢選手であった。2016年に開催されたリオデジャネイロオリンピックには出場しなかった。
モットーは「生涯現役」。

## 主な成績
| 夏季オリンピック            | 夏季オリンピック | 夏季オリンピック | 夏季オリンピック | 夏季オリンピック    | 夏季オリンピック | 夏季オリンピック | 夏季オリンピック | 夏季オリンピック | 夏季オリンピック |
| 大会                        | 1976             | 1980             | 1988             | 1992                | 1996             | 2000             | 2004             | 2008             | 2012             |
| --------------------------- | ---------------- | ---------------- | ---------------- | ------------------- | ---------------- | ---------------- | ---------------- | ---------------- | ---------------- |
| 25mラピッドファイアピストル | 4位 595          | 6位 595          | 金メダル 598+100 | 銀メダル 590+195+97 | 10位 585         | 8位 585          | 14位 574         | 13位 565         | 17位 569         |
| 10mエアピストル             | -                | -                | -                | -                   | 29位 574         | -                | -                | -                | -                |

- クズミンスが不参加の1984年ロサンゼルスオリンピックの25mラピッドファイアピストルの金メダリストは蒲池猛夫。